# Laurent Furst
Pour les articles homonymes, voir Furst.
Laurent Furst est un homme politique français, né le 19 mai 1965 à Colmar. Membre du parti Les Républicains, il est maire de Molsheim et ancien député de la sixième circonscription du Bas-Rhin.

## Parcours politique
D'abord membre du Parti socialiste[réf. nécessaire], il crée la section de Sundhoffen (près de Colmar), avant de rejoindre l'UMP, devenue Les Républicains.
En 1995, à l'âge de 30 ans, il devient maire de Molsheim. Il est réélu au 1er tour en 2001 et en 2008. En 2001, il brigue un premier mandat de conseiller général. Élu dès le 1er tour avec 50,16 %, il occupe les fonctions de vice-président et préside la Commission des finances de 2004 à 2008 puis celle de l'Économie et du Tourisme après sa réélection en 2008 au 1er tour avec 70,8 % des suffrages.
Lors des élections législatives de juin 2012, il est élu pour la première fois député de la sixième circonscription du Bas-Rhin dès le premier tour avec 51,68 % des voix exprimées. Auparavant il était suppléant de son prédécesseur, Alain Ferry, pendant 10 ans. Sa suppléante est Évelyne Hazemann, maire de Ranrupt.
Au lendemain de son élection, il démissionne de son mandat de conseiller général au profit de sa suppléante Laurence Jost, adjointe au maire de Lutzelhouse. Au printemps 2013, il s'engage pour le « oui » au référendum sur la Collectivité territoriale d'Alsace.
En mai 2016, il figure dans la liste des parlementaires parrainant la candidature de Jean-François Copé à la primaire présidentielle des Républicains de 2016.
Le 3 mars 2017, dans le cadre de l'affaire Fillon, il renonce à soutenir le candidat LR François Fillon à l'élection présidentielle.
Il est réélu député en juin 2017.
En raison de la loi sur le cumul des mandats, il choisit de rester député et quitte donc sa fonction de maire de Molsheim en août 2017.
Il parraine Laurent Wauquiez pour le congrès des Républicains de 2017, scrutin lors duquel il est élu le président du parti.
Lors des élections municipales de 2020, Laurent Furst l’emporte au premier tour à Molsheim. Il est ensuite élu par le nouveau conseil municipal et quitte son mandat de député le 27 juin suivant en raison de la réglementation sur le non-cumul des mandats ; son suppléant, Philippe Meyer, lui succède.
Lors de l’élection législative de 2022, Laurent Furst soutient son « successeur » Philippe Meyer qui est battu au premier tour, il appelle ensuite à voter pour Louise Morel (candidate Ensemble (MoDem)) au second tour face à Jean Frédéric Steinbach (candidat RN).